# 정보 사일로

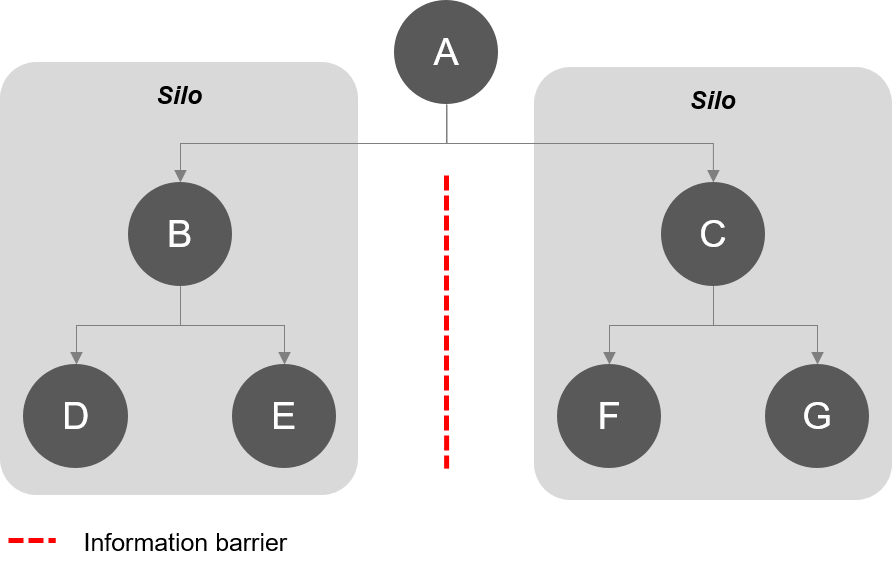
일반적인 정보 사일로

정보 사일로(information silo) 또는 이러한 사일로의 그룹은 하나의 정보 시스템이나 하위 시스템이 다른 관련 시스템과 상호 간의 운영을 할 수 없는 배타적인 관리 체제이다. 그러므로 정보는 적절히 공유되지 않고 각 시스템이나 하위 시스템에 격리되며, 이는 마치 곡물이 사일로(저장탑) 안에 갇히는 것처럼 컨테이너 안에 갇히는 것으로 비유된다.